# Fundación Deportivo El Vigía
Fundación Deportivo El Vigía fue un equipo de fútbol venezolano, establecido en la población de El Vigía, estado Mérida. Militó principalmente en la Tercera División de Venezuela.

## Historia
Siendo fundado por el Sr. Assajan Abouassi y un grupo de socios en 2009, tomó parte en la Tercera División Venezolana 2009/10, que comenzó con el Apertura 2009, donde fue campeón del Grupo Occidental III con 18 puntos, accediendo así a la Serie Final del Apertura, donde enfrentó en los cuartos de final al Unión Atlético Zamora con un marcador global de 3-2; en la semifinal fue eliminado por el ACD Lara "B". En el Clausura 2010, el cuadro vigiense finalizó en la tercera posición de grupo, con sólo 7 unidades y 2 victorias a lo largo del semestre.
Tras la temporada de debut, una temporada completa transcurrió sin que el equipo participara en la tercera categoría del balompié venezolano, volviendo a retomarla en la temporada 2012, tomando parte en el Grupo Occidental I, con rivales como el Unión Atlético Alto Apure, Santa Bárbara FC y el Unión Atlético Zamora. Finalizaron en la cuarta colocación de grupo tras sumar 9 puntos, producto de 2 victorias, 3 empates y 5 derrotas. Tras no participar en el Apertura 2012 de la Tercera División Venezolana 2012/13, el equipo vigiense nuevamente tomó parte en el segundo torneo de la temporada, el Torneo Clausura 2013, compartiendo el grupo occidental con otros aspirantes como el Deportivo JBL del Zulia y Atlético La Fría FC. Comenzó venciendo a la Casa D'Italia Maracaibo con marcador de 1-0, finalizó en la tercera casilla de grupo, tras sumar 13 unidades, grupo donde Atlético La Fría FC finalizó el semestre de manera invicta.
Fue presentado a los medios de comunicación en septiembre de 2013 de cara al comienzo de la Tercera División Venezolana 2013/14, temporada que comenzó con el Torneo Apertura 2013, donde el equipo merideño finalizó en la cuarta casilla del Grupo Occidental I, tras sumar 16 unidades a lo largo del semestre; para el Clausura 2014, mantuvo su rendimiento regular, tras finalizar en la tercera posición de su grupo, sumando un total de 18 puntos, un grupo occidental I liderado por el Unión Atlético Alto Apure, quien llegó invicto hasta la última jornada del torneo, tras ser derrotado por R.E.D.I Colón 2 goles por 0, en condición de visitante.
Tomó parte en el Apertura 2014, donde compartió grupo con otras 7 escuadras. Tras liderar ampliamente su grupo de competencia en la primera mitad del torneo, el cuadro vigiense tuvo una complicada segunda mitad del torneo, peleando su chance de clasificar al Torneo de Promoción y Permanencia hasta la última jornada, quedando sin chances en ésta y finalizando en cuarta posición con 23 unidades, a 2 puntos de Fundación San Antonio Sport Club, quien se llevó la tercera colocación del grupo. Tras la salida de su presidente en turno por motivos de salud y la carencia de recursos económicos, el equipo no compite en el siguiente torneo de la temporada.

## Estadio
Jugó sus partidos como local en el Estadio Ramón Hernández de la localidad merideña de El Vigía, el cual tiene un aforo de 12.765 espectadores.

## Datos del club
- Temporadas en 1.ª División: 0
- Temporadas en 2.ª División: 0
- Temporadas en 3.ª División: 5 (2009-10, 2012, 2012-13, 2013-14,  2014-15)